# Сауков, Герман Денисович
Ге́рман Дени́сович Сау́ков (род. 14 марта 2003 года, Бишкек, Кыргызстан) — российский хоккеист, выступавший в высшей лиге Казахстана.

## Биография
Родился в Бишкеке, воспитанник челябинской школы, с 2013 года выступал в детских и юношеских соревнованиях за команды системы местного «Трактора». Дебютировал в сезоне 2020/2021 в чемпионате Молодёжной хоккейной лиги (МХЛ) в составе ступинского «Капитана». Следующий сезон начал в клубе Национальной молодёжной хоккейной лиги (НМХЛ) «Полёт» из Рыбинска, с 11 октября 2021 года перешёл в «Сахалинские акулы» из Южно-Сахалинска (МХЛ).
В сезоне 2022/2023 выступал в Pro Hokei Ligasy (открытом чемпионате Казахстана) в составе узбекистанского клуба «Хумо» из Ташкента, по итогам которого клуб стал вторым в регулярном чемпионате и финалистом плей-офф.
В следующем сезоне в НМХК сыграл в одном матче в составе мичуринского МХК Тамбов. В сезоне 2024/2025 вошёл в состав кирово-чепецкой «Олимпии» (Всероссийская хоккейная лига).